# Milaan-San Remo 1936
De wielerwedstrijd Milaan-San Remo 1936 werd gereden op 19 maart 1936. Het parcours van deze 29e editie bedroeg een afstand van 281,5 kilometer. 
De wedstrijd werd gewonnen door Angelo Varetto, gevolgd door Carlo Romanatti en Olimpio Bizzi.

## Deelnemende ploegen
| Deelnemende teams | Deelnemende teams | Deelnemende teams | Deelnemende teams |
| ----------------- | ----------------- | ----------------- | ----------------- |
| Bianchi           | Maino             | Frejus            | Gloria            |
| Ganna             | Tellini           | Legnano           | US Canelli        |

## Uitslag
| Milaan–San Remo 1936 |                    |             |          |
| Plaats               | Naam               | Ploeg       | Tijd     |
| Winnaar              | Angelo Varetto     | Gloria      | 7u43'00" |
| 2                    | Carlo Romanatti    | Bianchi     | z.t.     |
| 3                    | Olimpio Bizzi      | Fréjus      | +4'40"   |
| 4                    | Giovanni Gotti     | Legnano     | z.t.     |
| 5                    | Adriano Vignoli    | Legnano     | z.t.     |
| 6                    | Giuseppe Olmo      | Bianchi     | z.t.     |
| 7                    | Augusto Introzzi   | Gloria      | z.t.     |
| 8                    | Aladino Mealli     | Legnano     | z.t.     |
| 9                    | Mario Cipriani     | Fréjus      | z.t.     |
| 10                   | Giotto Cinelli     | Maino       | +5'00"   |
| 11                   | Ezio Cecchi        | Gloria      | +6'30"   |
| 12                   | Rinaldo Gerini     | Fréjus      | z.t.     |
| 13                   | Vasco Bergamaschi  | Maino       | +9'30"   |
| 14                   | Renato Scorticati  | Maino       | z.t.     |
| 15                   | Cesare Del Cancia  | Ganna       | +10'30"  |
| 16                   | Mario Bovio        | Individueel | +10'45"  |
| 17                   | Giulio Rimoldi     | Individueel | +16'00"  |
| 18                   | Elio Maldini       | Fréjus      | z.t.     |
| 19                   | Giovanni Cazzulani | Gloria      | z.t.     |
| 20                   | Luigi Giacobbe     | Maino       | z.t.     |

1907 · 1908 · 1909 · 1910 · 1911 · 1912 · 1913 · 1914 · 1915 · 1916 · 1917 · 1918 · 1919 · 1920 · 1921 · 1922 · 1923 · 1924 · 1925 · 1926 · 1927 · 1928 · 1929 · 1930 · 1931 · 1932 · 1933 · 1934 · 1935 · 1936 · 1937 · 1938 · 1939 · 1940 · 1941 · 1942 · 1943 · 1944 · 1945 · 1946 · 1947 · 1948 · 1949 · 1950 · 1951 · 1952 · 1953 · 1954 · 1955 · 1956 · 1957 · 1958 · 1959 · 1960 · 1961 · 1962 · 1963 · 1964 · 1965 · 1966 · 1967 · 1968 · 1969 · 1970 · 1971 · 1972 · 1973 · 1974 · 1975 · 1976 · 1977 · 1978 · 1979 · 1980 · 1981 · 1982 · 1983 · 1984 · 1985 · 1986 · 1987 · 1988 · 1989 · 1990 · 1991 · 1992 · 1993 · 1994 · 1995 · 1996 · 1997 · 1998 · 1999 · 2000 · 2001 · 2002 · 2003 · 2004 · 2005 · 2006 · 2007 · 2008 · 2009 · 2010 · 2011 · 2012 · 2013 · 2014 · 2015 · 2016 · 2017 · 2018 · 2019 · 2020 · 2021 · 2022 · 2023 · 2024 · 2025
Lijst van beklimmingen